# Johana Beaufortová, hraběnka z Westmorlandu
Johana Beaufortová LG (asi 1379? – 13. listopadu 1440, Howden), byla čtvrtým ze čtyř dětí (a jediná dcera) Jana z Gentu a jeho milenky a pozdější manželky Kateřiny Swynfordové. Během doby, kdy byla vdovou, byla vlivnou majitelkou velkých pozemků v severní Anglii.

## Mládí
Johana Beaufortová byla jedinou dcerou Jana z Gentu a jeho milenky Kateřiny Swynfordové. .
Přesný rok a místo Johanina narození není znám. Nejspíš se narodila v panství Swynford v Kettlethorpu v Lincolnshiru nebo v Pleshy (domově Joan FitzAlan) v Essexu. Jako jejího narození se nejčastěji uvádí rok 1379, někteří historikové se přiklání k roku 1377.
Johana byla zřejmě pojmenována podle Jany z Kentu, která byla v té době vdovou po vévodovi z Walesu.

## První manželství
V roce 1386 ji otec zasnoubil s Robertem Ferrersem, baronem z Wemu. Svatba se konala v roce 1392 přímo v panství Jana z Gentu. Společně měli dvě dcery. Robert okolo roku 1395 zemřel.

## Legitimace
Konstancie Kastilská, druhá manželka Jana z Gentu, zemřela v březnu roku 1394. V lednu 1396 se Jan oženil s Johaninou matkou, Kateřinou Swynfordovou. V září téhož roku byly všechny děti, které zplodil s Kateřinou, papežem uznány i jako jeho děti.

## Druhé manželství
V listopadu 1396 se ovdovělá Johana provdala za Ralpha Nevilla, hraběte z Westmorlandu. Ralph měl dvanáct dětí z předchozího manželství a s Johanou měl poté dalších čtrnáct dětí. Po jejich svatbě dostala Johana věno ve výši £206.13, aby měli společně z čeho žít. Jejich hlavním sídlem byl zámek Raby v Northumberlandu.
V roce 1399 se Johana stala členkou Podvazkového řádu Richarda II.
I když král Richard II. jmenoval jejího manžela Ralpha jako prvního hraběte z Westmorlandu, spojil se s Johaniným nevlastním bratrem Jindřichem Bolingbrokem, který v roce 1399 sesadil krále Richarda a nastoupil na anglický trůn jako král Jindřich IV. Johana a Ralph měli spoustu funkcí, statků, pozemků, poručenství a penziony. Johana byla často titulována jako "sestra krále".
Ralph a Johana využili svůj vztah s králem Jiřím i jako možnost provdat své děti co nejlépe to šlo a dostávali jako věno další pozemky a majetky. V roce 1423 získali velkou část majetku Richarda, vévody z Yorku, kterému provdali dceru Cecilii. Své potomky provdávali i v útlém dětském věku, což se zapsalo do anglické historie jako "nejzajímavější série dětských sňatků". V době své smrti byla Johana díky sňatkům svých dětí matkou hraběte, tří baronů, hraběnky, tří vévodkyní, biskupa a jeptišky.
Okolo roku 1413 pozvala Johana do svého sídla mystičku Margery Kempe. Je možné, že jí Johana pomohla zaplatit pouť do Jeruzaléma. V roce 1422 získala Johana povolení navštěvovat jeptišky a osm počestných žen.

## Pozdější život a smrt
Po smrti Ralpha v roce 1425 získal titul hraběte z Westmorlandu jeho nejstarší syn z prvního manželství. Velká část majetku však byla převedena Johaninu nejstaršímu synovi Richardu Nevillovi. Tato skutečnost vyústila ve válku růží.
Během času, kdy byla vdovou, se stala literární patronkou. Okolo roku 1430 byla Johana a její rodina popsána v knize od Pola de Limbourga.
V roce 1428 podnikla Johana náboženskou výpravu společně se svou svatou sestrou ze St. Alban's. Po smrti manžela složila slib cudnosti.
Johana zemřela 13. listopadu 1440 v Howden v Yorkshire. Byla pohřbena vedle své matky v Lincolnské katedrále.

## Potomstvo
Johana byla matkou Cecilie, vévodkyně z Yorku a babičkou Eduarda IV. a Richarda III., který později porazil Jindřicha VI., aby mohl získat trůn pro sebe. Johanin potomek Jindřich VII. se oženil s Alžbětou z Yorku, dcerou krále Eduarda IV. a jejich syn byl později králem jako Jindřich VIII. Jindřichova manželka, Kateřina Paarová, byla také potomkem Johany z linie jejího a Ralphova nejstaršího syna. Hrabě ze Salisbury byl otcem Richarda Nevilla z Warwicku, který byl otcem královy manželky Anny Nevillové.

## Děti s Robertem Ferrersem
V roce 1391 se Johana provdala za Roberta Ferrerse, barona z Wemu. Společně měli 2 děti:
- Alžběta Ferrersová, baronka z Wemu (1393–1474), pohřbena v Yorku. Byla provdána za Jana de Greystoka, barona z Greystoku.
- Marie Ferrersová (1394 - 25. ledna 1457/58). Provdala se za svého nevlastního bratra, Ralpha Nevilla.

## Děti s Ralphem Nevillem
V listopadu 1396 se Johana provdala za Ralpha Nevilla, hraběte z Westmorlandu. Společně měli 14 dětí:
- Johana Nevillová (* 1397), stala se jeptiškou
- Richard Neville, hrabě ze Salisbury (1398–1460), oženil se s Alicí Montacutovou, hraběnkou ze Salisbury. .
- Kateřina Nevillová (* 1399)
- Jindřich Neville (* 1400), zemřel jako batole.
- Tomáš Neville (b. 1401), zemřel jako batole.
- Cuthbert Neville (b.1402), zemřel jako batole.
- Eleanor Nevillová (1403–1472)
- Robert Neville (1404–1457), biskup z Durhamu.
- William Neville, hrabě z Kentu (c.1406–1463),
- Anna Nevillová (c. 1408–20. září 1480)
- Jan Neville (b. 1411), zemřel jako batole.
- Jiří Neville, baron latimerský (1414–1469)
- Cecilie Nevillová (1415–1495)
- Euard Neville, baron bergavenský (? - 1476)